# Yuki Inoue
Yuki Inoue (井上 雄幾 Inoue Yuki?), född 31 oktober 1977 i Kanagawa prefektur, är en japansk före detta fotbollsspelare.
Inoue började sin karriär 1996 i Yokohama Flügels. Efter Yokohama Flügels spelade han för JEF United Ichihara, Sagawa Express Tokyo, Montedio Yamagata, Ventforet Kofu, Tochigi SC, Blaublitz Akita och Tonan Maebashi. Han avslutade karriären 2011.